# Tamakún
Tamakún, el vengador errante es un personaje ficticio creado por el escritor, compositor y empresario Jose Obelleiro Carvajal, es un personaje surgido de la radionovela cubana el 1 de diciembre de 1941, en la emisora R.H.C Cadena Azul. La radionovela pronto se extiende a otros países hispanoamericanos como México, Venezuela, Colombia, Chile y Perú. 
En Venezuela fue transmitida por Radio continente en 1951 hasta 1956 a las 7.00pm y en Perú se empezó a transmitir en 1956 en Radio la Crónica. Se emitía de lunes a viernes a las 7.00pm.
En la historieta de 1975 Tamakún era un príncipe hindú que debía luchar contra su malvado tío Sakiri el Negro, el cual había asesinado a los padres de Tamakún para apoderarse del Reino de Sarakardi. Tras recuperar el Reino, éste decide luchar contra el crimen y es solicitado por gente de diferentes partes del mundo. Así, junto con sus amigos Ali Yabor y Zorka, recorre el mundo teniendo diversas aventuras y peligros.
En 1975 aparecen sus aventuras en historietas, con guion de Armando Couto y dibujos de Miguel F. Callejas.
Tamakún gozó de popularidad en Perú y en varios países de América Latina como Cuba y Venezuela, también en México, Colombia y Chile. Tamakún y otros célebres personajes de la época como Kalimán, se convirtieron «en una especie de héroes de la libertad de América Latina».
Algunas de las frases célebres de este personaje como «Se le escapó a Tamakún por debajo del turbante», forman parte de la cultura popular cubana.

## Aventuras
La aventura inicia en el Reino de Sarakardi, en la India. Allí reinaba el Rey Kramitar (padre del príncipe Tamakún) y su esposa. 
El Rey Kramitar envió a Tamakún a una misión en las fronteras del reino, porque se habían dado reportes de unos bandidos que estaban asaltando por allá.
Esta situación fue aprovechada por Sakiri el Negro, hermano del rey Kramitar y general de los ejércitos. Sakiri y su ejército de hombres negros entraron por un pasaje secreto al Palacio de Kramitar y lo asesinan junto con su esposa y la joven Arelis (novia de Tamakun). 
Sakiri el Negro toma el poder en el reino de Sarakardi, desencadenando el terror y la opresión del pueblo, además mantiene como rehén a Roxana, la hermana pequeña de Tamakún.
Al enterarse de lo ocurrido, Tamakún decide vengar la muerte de sus padres y de paso restaurar la paz y la justicia en el reino. Organiza, junto a su amigo Alí Yabor un ejército de campesinos, en el cual destaca uno muy valiente llamado Zorka, el cual se convertirá en un inseparable compañero de aventuras por todo el mundo.
El lema de Tamakún es:

Donde el dolor desgarre...

Donde el peligro amenace...

Donde la miseria oprima...

Allí estará Tamakún,

el vengador errante.

## Historieta
La historieta de Tamakún consta de siete historias:
- Sarakardi (1-32)
- El tesoro maldito (32-61)
- La muerte negra (61-122)
- Los 5 diamantes de la venganza (122-197)
- El anillo sagrado (197-226)
- Las 6 super bombas compactas (226-273)
- La selva maldita(273-300)